# Pe Ell (Washington)
Pe Ell è un comune degli Stati Uniti d'America, situato nello Stato di Washington, nella Contea di Lewis.